# Тауфатофуа, Пита
Пита Тауфатофуа (англ. Pita Taufatofua; род. 5 ноября 1983) — тхэквондист и лыжник, представляющий на международных стартах королевство Тонга. Участник летних Олимпийских игр в Рио-де-Жанейро 2016 и Токио 2020, а также зимних Игр в Пхёнчхане 2018.

## Карьера
Пита Тауфатофуа родился в Австралии в семье тонганца и австралийки британского происхождения. Его детство прошло на исторической Родине. Там он пытался играть в регби, но из-за физической слабости не смог стать регбистом. В дальнейшем Тауфатофуа начал заниматься тхэквондо, ставя своей целью попадание на Олимпийские игры.
В 2003 году он не смог квалифицироваться на Олимпиаду в Афинах, в 2008 году из-за тяжёлой травмы не попал на Игры в Пекине, а перед лондонской Олимпиадой у него не хватило средств на продолжение тренировок и выступлений. Лишь с четвёртой попытки он смог пробиться на Олимпийские игры, которые проходили в Рио-де-Жанейро.
Пита Тауфатофуа был выбран знаменосцем сборной во время парада наций на церемонии открытия летних Олимпийских игр 2016. Там он произвёл фурор, выйдя на стадион «Маракана» в национальной юбке таовала и с голым торсом, обмазанным кокосовым маслом. В таком же виде Тауфатофуа появлялся и на закрытии Игр. В рамках спортивной программы тонганец выступил неудачно — в первом раунде турнира в весовой категории свыше 80 килограмм он разгромно проиграл иранцу Саджаду Мардани (1—16) и завершил турнир уже после первого раунда.
После участия в летних Играх Тауфатофуа решил попасть и на зимнюю Олимпиаду, остановившись на лыжных гонках. В 2017 году на мировом первенстве в Лахти он участвовал в спринтерской гонке, где в квалификации показал 153-й результат, обойдя двух спортсменов из Венесуэлы и одного черногорца и отстав от Сергея Устюгова на 2:33.
По правилам олимпийской квалификационной системы Пита мог выполнить бо́льшую часть нормативов на лыжероллерах. Для получения допуска на Олимпиаду тонганскому спортсмену предстояло провести гонку на снегу. На стартах в Армении и Польше он не смог выполнить норматив, на гонку в Хорватии он не попал из-за снегопада и лишь в последний день квалификации смог выполнить норматив в исландском Исафьордюре. Пита Тауфатофуа стал вторым участником зимней Олимпиады от Королевства Тонга после саночника Бруно Банани, выступавшего в Сочи.
На открытии Игр в Пхёнчхане Тауфатофуа несмотря на морозную погоду вновь появился в таовале и с голым торсом. В коньковой гонке на 15 километров тонганский спортсмен показал 114 результат из 119 спортсменов. От победившего Дарио Колоньи Тауфатофуа отстал на 22 минуты и 57 секунд, но на полторы минуты опередил колумбийца Себастьяна Упримни и почти на три мексиканца Хермана Мадрасо.
В феврале 2020 года он квалифицировался на летние Олимпийские игры 2020 на соревнования по тхэквондо в весовой категории свыше 80 кг. На церемонии открытия Игр третий раз стал знаменосцем. В 1/8 сразился с первым номером мирового рейтинга Владиславом Лариным, уступив 3:24.